# Damernas individuella tävling i bågskytte vid olympiska sommarspelen 2008
Huvudartikel: Bågskytte vid olympiska sommarspelen 2008
Damernas individuella tävling i bågskytte vid olympiska sommarspelen 2008 var en del av bågskyttetävlingarna vid olympiska sommarspelen 2008 i Beijing. Tävlingarna hölls vid Olympic Green Archery och varade från 9 till 14 augusti. Först hölls en rankingrunda, och därefter slogs deltagarna ut två mot två. 

## Medaljörer
| Klass              | Guld                 | Silver               | Brons            |
| Individuellt damer | Zhang Juanjuan (CHN) | Park Sung-Hyun (KOR) | Yun Ok-Hee (KOR) |

## Program

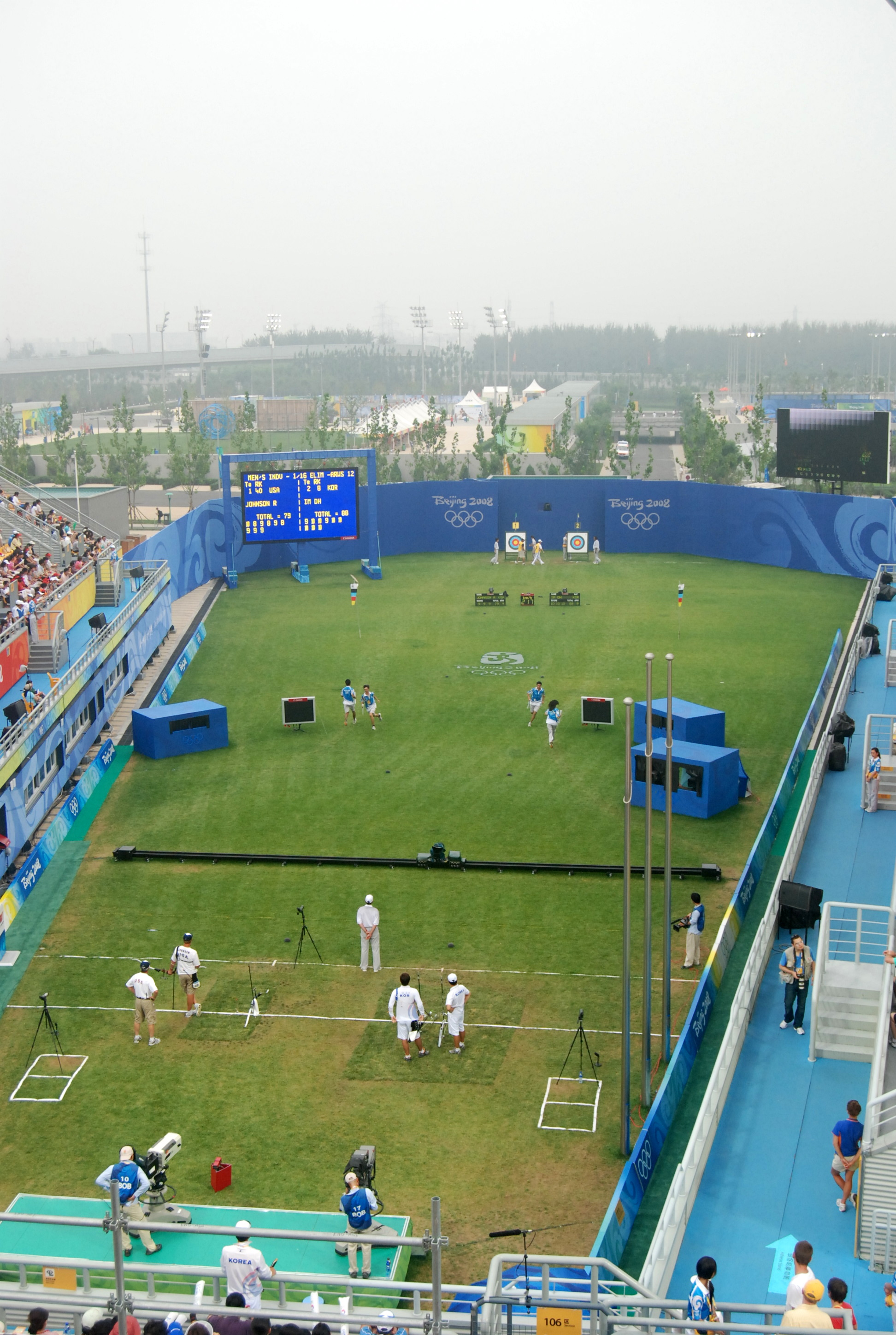
Individuellt, herrar

Tiderna är kinesisk standardtid.
| Date                    | Time                    | Round                  |
| ----------------------- | ----------------------- | ---------------------- |
| Lördag, 9 augusti 2008  | 12:00-14:00             | Rankingrunda           |
| Onsdag, 12 augusti 2008 | 10:00-12:35 15:30-18:05 | 32- och 16-delsfinaler |
| Fredag, 14 augusti 2008 | 10:30-12:15             | Åttondelsfinaler       |
| Fredag, 14 augusti 2008 | 16:00-16:52             | Kvartsfinaler          |
| Fredag, 14 augusti 2008 | 16:52-17:20             | Semifinaler            |
| Fredag 15 augusti 2008  | 17:21-17:50             | Finaler                |

## Resultat

### Rankingrunda
| Plac. | Namn                                                                                  | Poäng |    | Plac.                                                                              | Namn | Poäng |                                                                                      | Plac. | Namn | Poäng |
| ----- | ------------------------------------------------------------------------------------- | ----- | -- | ---------------------------------------------------------------------------------- | ---- | ----- | ------------------------------------------------------------------------------------ | ----- | ---- | ----- |
| 1     | Park Sung-hyun (KOR)                                                                  | 673   | 23 | Miroslava Dagbaeva (RUS)                                                           | 637  | 44    | Barbora Horáčková (CZE)                                                              | 620   |      |       |
| 2     | Yun Ok-hee (KOR)                                                                      | 667   | 24 | Jennifer Nichols (USA)                                                             | 637  | 45    | Son Hye Yong (PKR)                                                                   | 618   |      |       |
| 3     | Joo Hyun-jung (KOR)                                                                   | 664   | 25 | Guo Dan (CHN)                                                                      | 636  | 46    | Sayoko Kitabatake (JPN)                                                              | 616   |      |       |
| 4     | Khatuna Narimanidze (GEO)                                                             | 663   | 26 | Khatuna Lorig (USA)                                                                | 635  | 47    | Katsiarina Muliuk (BLR)                                                              | 616   |      |       |
| 5     | Kwon Un Sil (PKR)                                                                     | 656   | 27 | Zhang Juanjuan (CHN)                                                               | 635  | 48    | Yuki Hayashi (JPN)                                                                   | 616   |      |       |
| 6     | [[Fil:Flag of Chinese Taipei for Olympic games.svg\|border\|17px]] Yuan Shu Chi (TPE) | 652   | 28 | Jane Waller (AUS)                                                                  | 634  | 49    | Elpida Romantzi (GRE)                                                                | 614   |      |       |
| 7     | Alison Williamson (GBR)                                                               | 651   | 29 | [[Fil:Flag of Chinese Taipei for Olympic games.svg\|border\|17px]] Wu Hui Ju (TPE) | 634  | 50    | Evangelia Psarra (GRE)                                                               | 613   |      |       |
| 8     | Naomi Folkard (GBR)                                                                   | 651   | 30 | Natalia Valeeva (ITA)                                                              | 634  | 51    | Pia Carmen Maria Lionetti (ITA)                                                      | 613   |      |       |
| 9     | Nami Hayakawa (JPN)                                                                   | 649   | 31 | Dola Banerjee (IND)                                                                | 633  | 52    | Louise Laursen (DEN)                                                                 | 605   |      |       |
| 10    | Ana Rendón (COL)                                                                      | 647   | 32 | Sophie Dodemont (FRA)                                                              | 632  | 53    | Veronique D'Unienville (MRI)                                                         | 605   |      |       |
| 11    | Natalia Erdyniyeva (RUS)                                                              | 647   | 33 | Anja Hitzler (GER)                                                                 | 629  | 54    | Nathalie Dielen (SUI)                                                                | 601   |      |       |
| 12    | Aida Román (MEX)                                                                      | 646   | 34 | Marie-Pier Beaudet (CAN)                                                           | 628  | 55    | Elena Tonetta (ITA)                                                                  | 595   |      |       |
| 13    | Małgorzata Ćwienczek (POL)                                                            | 645   | 35 | Anastassiya Bannova (KAZ)                                                          | 628  | 56    | Elena Mousikou (CYP)                                                                 | 589   |      |       |
| 14    | Bérengère Schuh (FRA)                                                                 | 645   | 36 | Leydis Brito (VEN)                                                                 | 628  | 57    | Soha Abed Elaal (EGY)                                                                | 587   |      |       |
| 15    | Chen Ling (CHN)                                                                       | 645   | 37 | Pranitha Vardineni (IND)                                                           | 627  | 58    | [[Fil:Flag of Chinese Taipei for Olympic games.svg\|border\|17px]] Wei Pi-Hsiu (TPE) | 585   |      |       |
| 16    | Zekiye Keskin Satir (TUR)                                                             | 644   | 38 | Tetyana Berezhna (UKR)                                                             | 627  | 59    | Lexie Feeney (AUS)                                                                   | 580   |      |       |
| 17    | Kristina Esebua (GEO)                                                                 | 643   | 39 | Virginie Arnold (FRA)                                                              | 626  | 60    | Najmeh Abtin (IRI)                                                                   | 568   |      |       |
| 18    | Natalia Sánchez (COL)                                                                 | 643   | 40 | Charlotte Burgess (GBR)                                                            | 623  | 61    | Dorji Dema (BHU)                                                                     | 567   |      |       |
| 19    | Justyna Mospinek (POL)                                                                | 643   | 41 | Ika Yuliana Rochmawati (INA)                                                       | 621  | 62    | Sigrid Romero (COL)                                                                  | 551   |      |       |
| 20    | Mariana Avitia (MEX)                                                                  | 641   | 42 | Rina Dewi Puspitasari (INA)                                                        | 620  | 63    | Albina Kamaltdinova (TJK)                                                            | 547   |      |       |
| 21    | Viktoriya Koval (UKR)                                                                 | 641   | 43 | Iwona Marcinkiewicz (POL)                                                          | 620  | 64    | Khadija Abbouda (MAR)                                                                | 539   |      |       |
| 22    | Laishram Bombaya Devi (IND)                                                           | 637   |    |                                                                                    |      |       |                                                                                      |       |      |       |

### Finaler
|  | Semifinaler             | Semifinaler         |     |  | Final                   | Final |  |
|  |                         |                     |     |  |                         |       |  |
|  |                         |                     |     |  |                         |       |  |
|  | Park Sung-hyun Sydkorea | 109                 |     |  |                         |       |  |
|  | Kwon Un Sil Nordkorea   | 106                 |     |  |                         |       |  |
|  |                         |                     |     |  |                         |       |  |
|  |                         |                     |     |  |                         |       |  |
|  |                         |                     |     |  | Park Sung-hyun Sydkorea | 109   |  |
|  |                         | Zhang Juanjuan Kina | 110 |  |                         |       |  |
|  |                         |                     |     |  |                         |       |  |
|  |                         |                     |     |  |                         |       |  |
|  |                         |                     |     |  |                         |       |  |
|  |                         |                     |     |  |                         |       |  |
|  | Zhang Juanjuan Kina     | 115 (OR)            |     |  |                         |       |  |
|  | Yun Ok-hee Sydkorea     | 109                 |     |  |                         |       |  |

### Bronsmatch
|                       | Resultat  |                     |
| --------------------- | --------- | ------------------- |
| Kwon Un Sil Nordkorea | 106 - 109 | Yun Ok-hee Sydkorea |

## Rekord
| Datum      | Rekord       | Omgång       | Namn           | Nation   | Resultat | OR | VR |
| ---------- | ------------ | ------------ | -------------- | -------- | -------- | -- | -- |
| 14 augusti | 12-pilsmatch | 32-delsfinal | Park Sung-hyun | Sydkorea | 115      | OR |    |